# Lemoore
Lemoore is een plaats (city) in de Amerikaanse staat Californië, en valt bestuurlijk gezien onder Kings County.

## Demografie
Bij de volkstelling in 2000 werd het aantal inwoners vastgesteld op 19.712.
In 2006 is het aantal inwoners door het United States Census Bureau geschat op 22.916, een stijging van 3204 (16,3%).

## Geografie
Volgens het United States Census Bureau beslaat de plaats een oppervlakte van
21,9 km², geheel bestaande uit land. Lemoore ligt op ongeveer 70 m boven zeeniveau.

## Plaatsen in de nabije omgeving
De onderstaande figuur toont nabijgelegen plaatsen in een straal van 16 km rond Lemoore.